# ماروین سنایا
ماروین سنایا (به انگلیسی: Marvin Senaya) (زاده ۲۸ ژانویه ۲۰۰۱) یک فوتبال حرفه‌ای فرانسوی است که به عنوان مدافع راست باشگاه لوزان-اسپورت به صورت قرضی برای استراسبورگ در سوپرلیگ سوئیس بازی می‌کند.

## عملکرد باشگاهی
سنایا دوران حرفه‌ای خود را در سال ۲۰۱۹ با تیم ذخیره‌های استراسبورگ آغاز کرد و در ۷ مه ۲۰۲۱ با تیم بزرگسالان قرارداد حرفه‌ای امضا کرد. در ۳۱ اوت ۲۰۲۱، سنایا برای فصل ۲۱–۲۰۲۰ به صورت قرضی با سوشو قرارداد امضا کرد. او اولین بازی حرفه‌ای خود را با سوشو در پیروزی ۲–۰ لیگ ۲ مقابل باشگاه فوتبال پاریس در ۱۸ سپتامبر ۲۰۲۱ انجام داد.
سنایا اولین بازی خود در لیگ ۱ را برای استراسبورگ در ۱۴ اوت ۲۰۲۲ مقابل نیس انجام داد.
در ۱۷ اوت ۲۰۲۲، سنایا به صورت قرضی به ردز پیوست.
در ۶ فوریه ۲۰۲۵، سنایا به صورت قرضی به تیم لوزان-اسپورت در سوئیس منتقل شد.

## زندگی شخصی
ماروین، پسر یائو ماوکو سنایا، فوتبالیست بازنشسته توگویی است.

## آمار عملکرد
تا تاریخ ۲۵ ژانویه ۲۰۲۵
| باشگاه        | فصل          | لیگ          | لیگ      | لیگ    | جام      | جام    | اروپایی  | اروپایی | سایر     | سایر   | مجموع    | مجموع  |
| باشگاه        | فصل          | دسته         | بازی(ها) | گل(ها) | بازی(ها) | گل(ها) | بازی(ها) | گل(ها)  | بازی(ها) | گل(ها) | بازی(ها) | گل(ها) |
| ------------- | ------------ | ------------ | -------- | ------ | -------- | ------ | -------- | ------- | -------- | ------ | -------- | ------ |
| استراسبورگ II | ۲۰–۲۰۱۹      | لیگ ملی ۳    | ۱۲       | ۰      | —        | —      | —        | —       | —        | —      | ۱۲       | ۰      |
| استراسبورگ II | ۲۱–۲۰۲۰      | لیگ ملی ۳    | ۶        | ۰      | —        | —      | —        | —       | —        | —      | ۶        | ۰      |
| استراسبورگ II | مجموع        | مجموع        | ۱۸       | ۰      | —        | —      | —        | —       | —        | —      | ۱۸       | ۰      |
| استراسبورگ    | ۲۱–۲۰۲۰      | لیگ ۱        | ۰        | ۰      | ۰        | ۰      | —        | —       | —        | —      | ۰        | ۰      |
| استراسبورگ    | ۲۲–۲۰۲۱      | لیگ ۱        | ۰        | ۰      | ۰        | ۰      | —        | —       | —        | —      | ۰        | ۰      |
| استراسبورگ    | ۲۳–۲۰۲۲      | لیگ ۱        | ۱        | ۰      | ۰        | ۰      | —        | —       | —        | —      | ۱        | ۰      |
| استراسبورگ    | ۲۴–۲۰۲۳      | لیگ ۱        | ۳۲       | ۱      | ۳        | ۰      | —        | —       | —        | —      | ۳۵       | ۱      |
| استراسبورگ    | ۲۵–۲۰۲۴      | لیگ ۱        | ۱۰       | ۰      | ۲        | ۰      | —        | —       | —        | —      | ۱۲       | ۰      |
| استراسبورگ    | مجموع        | مجموع        | ۴۳       | ۱      | ۵        | ۰      | —        | —       | —        | —      | ۴۸       | ۱      |
| سوشو (قرضی)   | ۲۲–۲۰۲۱      | لیگ ۲        | ۲۲       | ۰      | ۳        | ۰      | —        | —       | —        | —      | ۲۵       | ۰      |
| ردز (قرضی)    | ۲۳–۲۰۲۲      | لیگ ۲        | ۳۴       | ۲      | ۴        | ۰      | —        | —       | —        | —      | ۳۸       | ۲      |
| مجموع عملکرد  | مجموع عملکرد | مجموع عملکرد | ۱۱۷      | ۳      | ۱۲       | ۰      | ۰        | ۰       | ۰        | ۰      | ۱۲۹      | ۳      |